# مایکروسافت آفیس ۲۰۰۰
مایکروسافت آفیس ۲۰۰۰ نسخه‌ای از مایکروسافت آفیس است که توسط مایکروسافت برای خانواده سیستم عامل‌ها ویندوز تهیه و توزیع شده‌است. آفیس ۲۰۰۰ شد در ۲۹ مارس سال ۱۹۹۹ منتشر و در ۷ ژوئن ۱۹۹۹ برای فروش توزیع شد. این جانشین آفیس ۹۷ و سلف مایکروسافت آفیس اکس پی است.

## تاریخچه و پیشرفت
پنج نسخه اصلی از آفیس ۲۰۰۰ در دسترس قرار گرفت، با یک نسخه شخصی اضافی با ورد، اکسل و اوت لوک مخصوص ژاپن. نسخه اولیه مشابه آفیس ۲۰۰۳ بعداً در بازار منتشر می‌شود.